# 第312歩兵師団 (ベトナム陸軍)
第312歩兵師団（Sư đoàn 312 bộ binh）は、ベトナム人民軍（陸軍）の師団の1つ。第308師団に次ぎ、実戦経験豊富な部隊である。

## 歴史
- 1950年11月初め - 辺境戦役終結後、第308師団第11、第16大隊と越北地区、第10戦区等の主力部隊を抽出し、第209連隊を基盤として、第312師団の編成開始
- 1950年12月 - 陳興道戦役に参加。27日、フランス軍第3機動連隊の阻止し、1個大隊を撃滅した。この日は、師団の創設記念日とされている。初代師団長レ・チョン・タン（黎仲迅）、政治委員チャン・ドー（ベトナム語版）（陳度）。

第一次インドシナ戦争時、西北地区で戦略機動任務を担当した。
- 1951年3月 - 黄花探戦役に参加
- 1951年10月 - 李常杰戦役に参加
- 1951年12月 - ホアビン戦役に参加
- 1952年10月 - 西北戦役に参加
- 1953年4月 - 上寮戦役に参加。ディエンビエンフーの戦いにおいて、第312師団は主攻を担当し、フランス軍の最も堅固な興蘭拠点群を攻略し、フランス軍司令官クリスティアン・ド・ラ・クロワ・ド・カストリ准将を捕虜にした。

ベトナム戦争時、チティエン軍区の指揮下に入り、南方の戦略機動任務を担当し、クアンチ＝トゥアティエン一帯で作戦を行った。その後、ラオスのジャール平原と菠夢芬高原で3年間活動した。
- 1971年 - 帰国後、第308師団と協同でクアンチ戦役に参加。
- 1973年 - 北ベトナムに戻る。
- 1974年10月24日 - 新編の第1軍に編入
- 1975年3月 - 1,700kmを南下し、ホーチミン戦役に参加。南ベトナム軍第5師団を撃滅し、土龍木省の大部分を解放し、南ベトナム軍総参謀部に突入した。終戦後、北部に戻り、バクタイ省普安県に駐屯した。
- 1982年 - ヴィンフック省多福県に駐屯
- 1984年4月 - ハザン地区（中国名：老山、那拉）に転戦し、第2軍区の指揮下に入った（中越国境紛争）。
- 1988年3月末 - 第325師団と交代し、原駐屯地に復帰

## 編制
師団自体及び所属5個単位と隊員3名が人民武装力量英雄（vi:Anh hùng lực lượng vũ trang nhân dân）称号を獲得した。
- 第141歩兵連隊 （Trung đoàn 141 bộ binh）
- 第165歩兵連隊 （Trung đoàn 165 bộ binh）
- 第209歩兵連隊 （Trung đoàn 209 bộ binh）
- ？砲兵連隊